# Sterzenbach (Kahl)
Der Sterzenbach ist ein rechter Zufluss der Kahl im Landkreis Aschaffenburg im bayerischen Spessart.

## Geographie

### Verlauf
Der Sterzenbach entspringt zwischen Hauenstein und Königshofen. Er fließt nach Südwesten als Grenzbach zwischen dem Markt Mömbris und der Gemeinde Krombach. An den Mensengesäßer Weihern, die vollständig auf Krombacher Gebiet liegen, wird ein Teil seines Wassers in den 1980 erbauten Sterzenbachweiher geleitet. Im weiteren Verlauf unterquert er die Strecke der Kahlgrundbahn und mündet gegenüber dem Reichenbach in die Kahl.

Der Sterzenbach
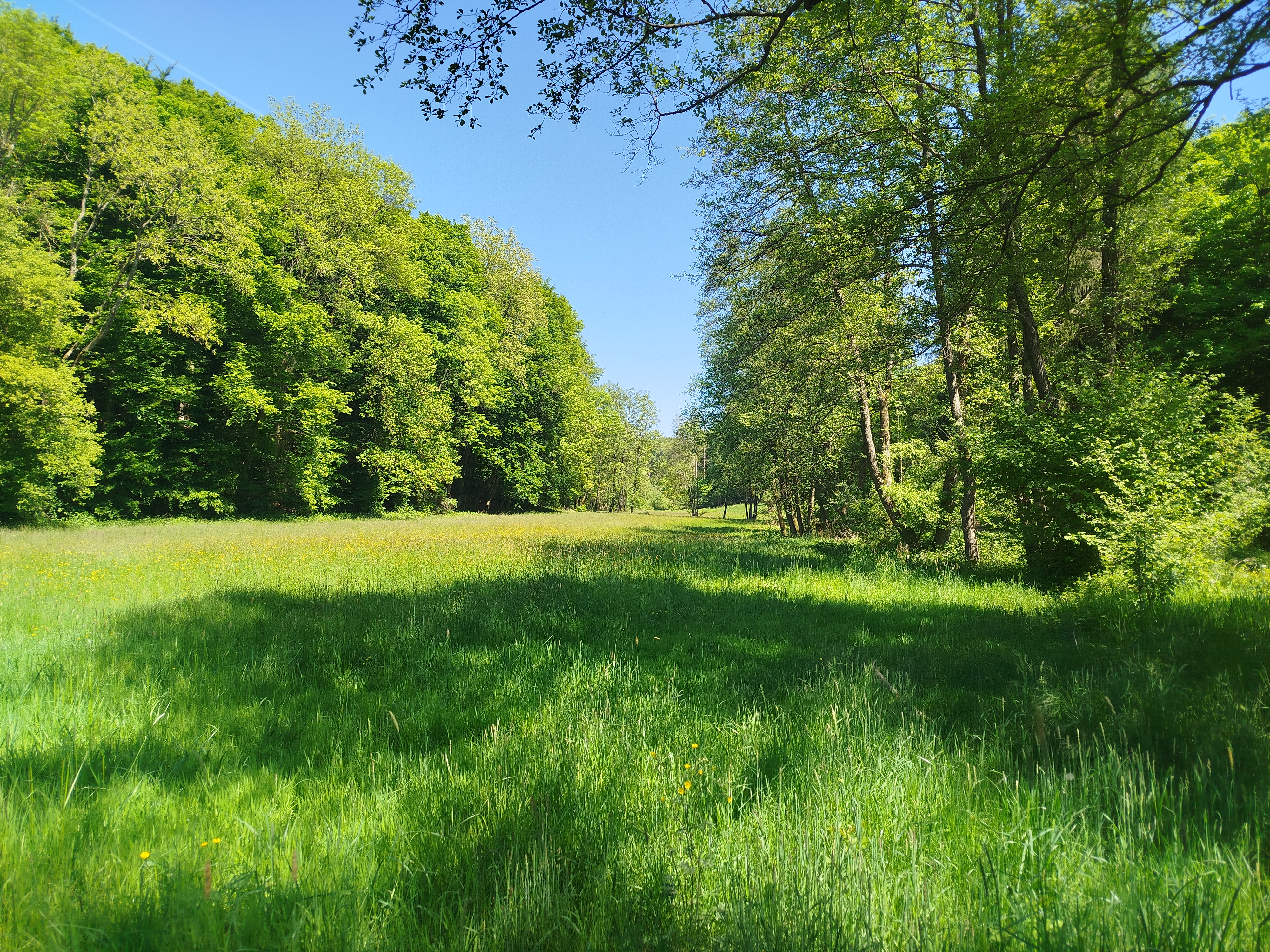
Sterzenbachtal
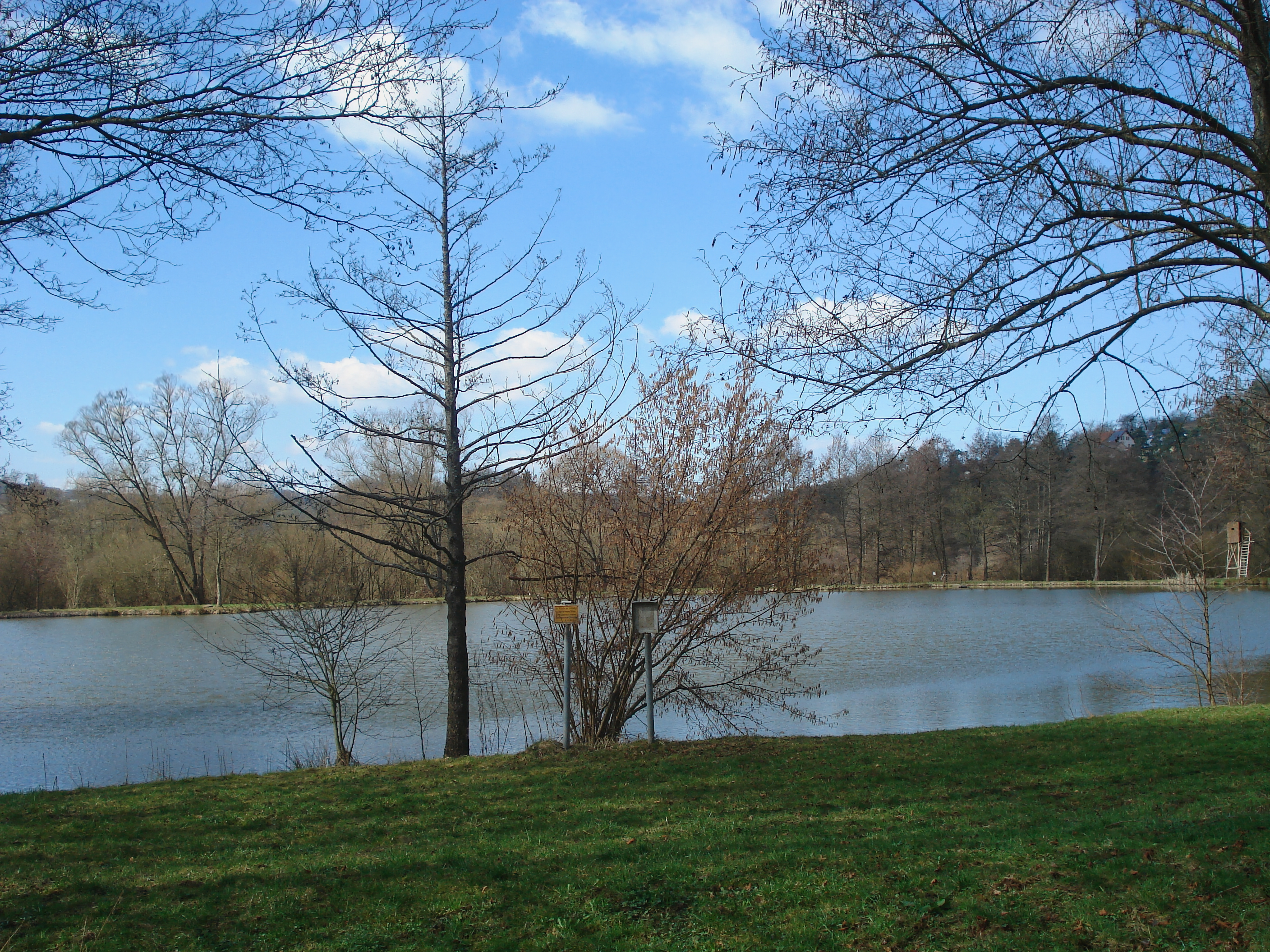
Sterzenbachweiher
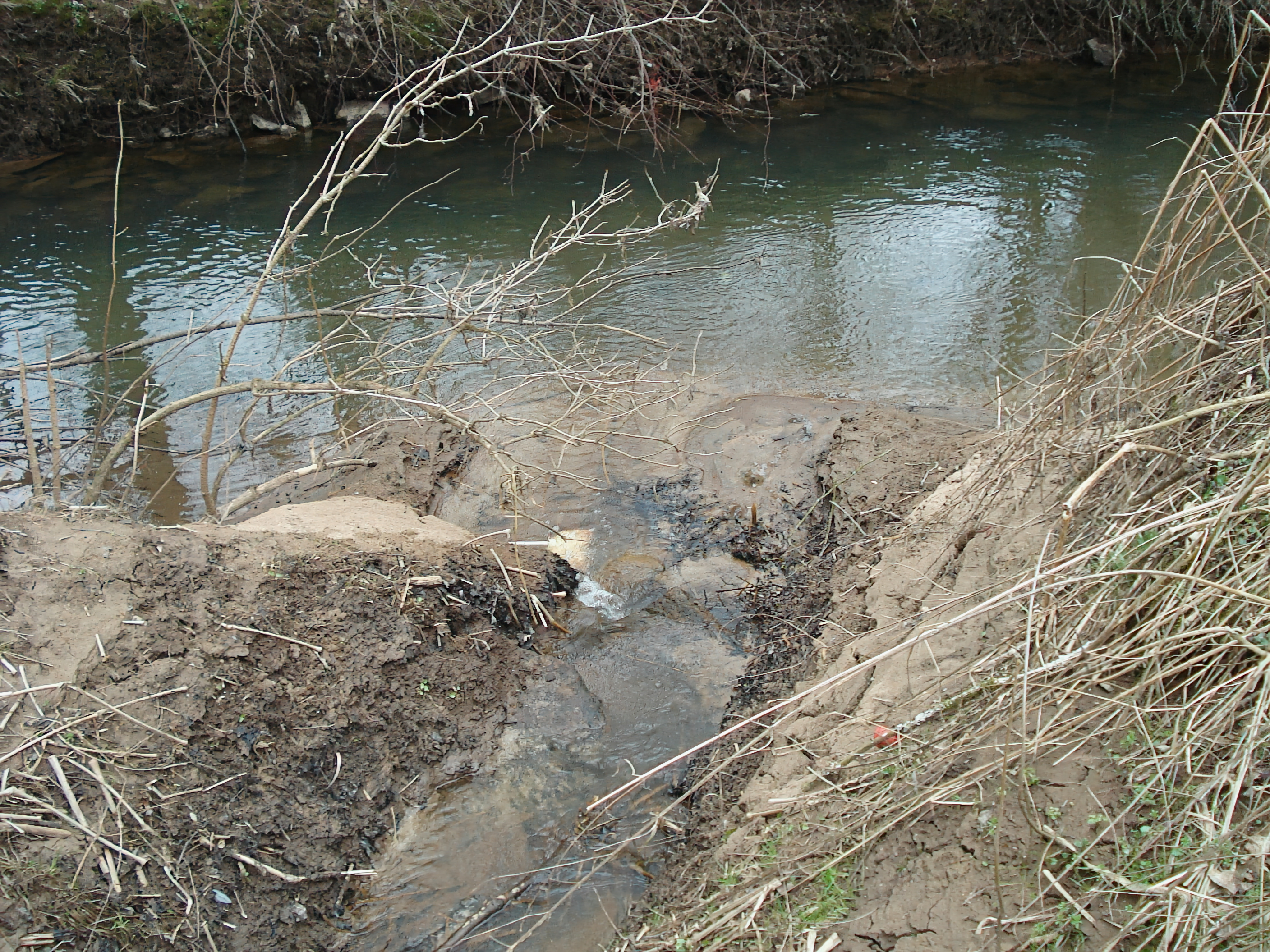
Mündung in die Kahl

### Flusssystem Kahl
- Liste der Fließgewässer im Flusssystem Kahl